# Хшаново (Вармінсько-Мазурське воєводство)
Хшаново (пол. Chrzanowo, нім. Kalkofen) — село в Польщі, у гміні Елк Елцького повіту Вармінсько-Мазурського воєводства.
Населення — 132 особи (2011).
У 1975-1998 роках село належало до Сувальського воєводства.
Дане село має дуже важливе значення для українців Польщі депортованих на північ країни в рамках злочинної акції "Вісла" 1947 р. Адже саме тут виникла перша греко-католицька парафія, яку організував о. Мирослав Ріпецький, колишній парох с. Ліски в суч. гміні Долгобичів, вже в 1947 р.  Збереглася церква св. Петра і Павла, в яку було перероблено зивчайну хату. Наразі щорічно греко-католики Польщі проводять прощу до Хшаново.

## Демографія
Демографічна структура станом на 31 березня 2011 року:
|          | Загалом | Допрацездатний вік | Працездатний вік | Постпрацездатний вік |
| -------- | ------- | ------------------ | ---------------- | -------------------- |
| Чоловіки | 66      | 10                 | 52               | 4                    |
| Жінки    | 66      | 13                 | 42               | 11                   |
| Разом    | 132     | 23                 | 94               | 15                   |